# Гарольд Осборн
Гарольд Меріон Осборн (англ. Harold Marion Osborn; нар. 13 квітня 1899 — пом. 5 квітня 1975) — американський легкоатлет, який спеціалізувався в стрибках у висоту та десятиборстві.

## Із життєпису
Олімпійський чемпіон зі стрибків у висоту та десятиборства (1924). Фіналіст (5-е місце) олімпійських змагань зі стрибків у висоту (1928).
Чемпіон США зі стрибків у висоту (1925, 1926). Срібний (1922, 1923) та бронзовий (1927, 1928) призер чемпіонатів США зі стрибків у висоту. Чемпіон США з десятиборства (1923, 1925, 1926). Срібний призер чемпіонату США з десятиборства (1922). Срібний призер чемпіонату США з потрійного стрибку (1922).
Ексрекордсмен світу зі стрибків у висоту (2,03; 1924) та десятиборства (7710; 1924).
По завершенні спортивної кар'єри зайнявся медичною практикою.

## Визнання
- Член Зали слави легкої атлетики США (1974)